# Koszykówka na Letnich Igrzyskach Olimpijskich 1984
Koszykówka na Letnich Igrzyskach Olimpijskich 1984

## Medale
| Mężczyźni | Złote | Srebrne | Brązowe |
| Mężczyźni | USASteve Alford Leonard Wood II Patrick Ewing Vernon Fleming Alvin Robertson Michael Jordan Joe Kleine Jon Koncak Wayman Tisdale Chris Mullin Sam Perkins Jeff Turner | HiszpaniaJosè Manuel Lozano Josè Luis Gento Llorente Fernando Arcega Aparte Josè Maria Margall Tauler Andrea Jimenez Fernandez Fernando Romay Pereiro Fernando Martin Espina Juan Antonio Corbalán Ignacio Solozabal Juan De La Cruz Fermanelli Domingo Juan Maria Lopez Juan Antonio San Epifanio | JugosławiaDražen Petrović Aleksandar Petrović Rajko Žižić Andro Knego Nebojša Zorkić Ivan Sunara Sabit Hadžić Dražen Dalipagić Emir Mutapčić Ratko Radovanović Mihovil Nakić Branko Vukičević |

| Kobiety | Złote | Srebrne | Brązowe |
| Kobiety | USATeresa Edwards Lea Henry Lynette Woodard Janice Lawrence Anne Donovan Cathy Boswell Cindy Noble Kim Mulkey Cheryl Miller Denise Curry Pamela McGee Carol Menken-Schaudt | Korea PołudniowaChoi Aei-young Kim Eun-sook Lee Hyung-sook Jeang Myung-hee Choi Kyung-hee Lee Mi-ja Kim Hwa-soon Kim Young-hee Moon Kyung-ja Sung Jung-a Park Chan-sook | ChinyChen Yuefang Li Xiaoqin Ba Yan Song Xiaobo Zheng Haixia Qiu Chen Wang Jun Xiu Lijuan Cong Xuedi Zhang Hui Liu Qing Zhang Yueqin |